# Ivan Mrak
Ivan Mrak, slovenski dramatik, igralec, režiser, pisatelj in esejist, * 30. april 1906, Ljubljana, † 19. oktober 1986, Ljubljana.

## Življenjepis
Ivan Stanislav Mrak je bil rojen v Ljubljani očetu gostilničarju, lastniku gostilne Pri starem Rimljanu na Rimski cesti 4 (danes Gostilna pri Mraku). V družini je bilo pet otrok, Ivan je bil najmlajši otrok iz očetovega drugega zakona. Po končani osnovni šoli na ljubljanski vadnici moškega učiteljišča, se je vpisal na klasično gimnazijo v Ljubljani (1917), a je šolanje že po dveh letih opustil in pobegnil v Trst (1919). Tretji in četrti razred gimnazije je obiskoval na Ptuju in šolanje zaključil leta 1922. Že v dijaških letih se je odločil za življenje svobodnega umetnika. Do srede dvajsetih let se je bolj ali manj uspešno ukvarjal z različnimi umetniškimi načrti, leta 1923 je celo izdajal list Slovenska misel. Leta 1925 je prvič nastopil s samostojnim dramskim delom. Istega leta je spoznal svojo življenjsko sopotnico, slikarko Karlo Bulovec, in odšel v Zagreb študirat režijo k H. Nučiču. V letih od 1925 do 1933 je živel v Münchnu, Parizu in Pragi, kar je pustilo sled v njegovem kasnejšem literarnem ustvarjanju, zlasti v kratkih zgodbah in črticah. Leta 1930 se je na binkoštni dan poročil s Karlo Bulovec, ki mu je bila vse življenje vir navdiha, čeprav zakon po pričevanju Bulovec nikoli ni bil konzumiran, saj je bil Mrak gej. V obdobju po drugi svetovni vojni se je posvečal pisanju himničnih tragedij in esejev ter vodenju Mrakovega gledališča. Pokopan je v družinskem grobu na Žalah.

## Literarno delo
Pisal je kratko prozo (črtice in zgodbe), pesmi, himnične drame, eseje in dnevnike. Je tudi avtor enega filmskega scenarija, ki se nahaja v rokopisni obliki. Kratka proza je nastajala v obdobju od 1926 do 1936 in je po mnenju literarnih zgodovinarjev njegova najboljša literarna zvrst, saj je vanjo poleg osebnih izkušenj vključeval tudi realistične opise kulturnega dogajanja v evropskih mestih. Prva avtorjeva črtica, Vivat Katarina Prva, je bila objavljena leta 1921 v časopisu Naprej. Pesmi je objavljal v dnevnem časopisju v letih 1929–1934, veliko pa jih je ostalo v rokopisni obliki. Še vedno neobjavljen ostaja avtorjev opus homoerotične poezije. V tridesetih letih je pisal eseje, ki jih je posvečal slikarjem (Jakopiču, Groharju, Bulovčevi ...) in slovenskemu kulturnemu dogajanju. Eseji so izhajali v Beogradu v časopisu Ideje Miloša Crnjanskega. V svojih dnevnikih, ki jih je pisal po koncu prve svetovne vojne pa vse do sedemdestih let, je opisoval Ljubljano in njeno prebivalstvo. Predhodnik njegovih dnevniških zapisov je avtobiografija z naslovom Ivan O. (1925), kjer je duhovito in samoironično opisal svoje mladostniške zadrege. Kasneje je v svojih dnevniških zapisih humorno popisoval ljubljanske meščane in kulturno dogajanje v mestu.
Njegovo prvo dramsko delo je enodejanka Obločnica, ki se rojeva (1925). Mrakov bogat literarni opus šteje več kot trideset himničnih tragedij, največkrat so to himne življenja, umetnosti in državotvornosti. Največji dramski uspeh je dosegel z uprizoritvijo zgodovinske tragedije Marija Tudor leta 1966 na odru ljubljanske Drame. Leto kasneje je za to tragedijo tudi prejel nagrado mesta Ljubljana. Od številnih himničnih tragedij je objavil: Slepi prerok (1929), Mona Gabrijela (1930), Marat (1944), Talci (1947), Beg iz pekla (1962), Marija Tudor (1967), Van Goghov Vidov ples (1964), Revolucijska tetralogija (1970), Rdeča maša (1972), Gorje zmagovalcev (1972), Spoved lučnim bratom (1972), Razsulo Rimljanovine (1974), Chrysippos (1976) , Igre sveta (1977).
Leta 1937 je v Šentjakobskem gledališču uprizoril svojo tragedijo Abraham Lincoln; leto pozneje je ustanovil igralsko skupino Slovenska scena in jo nato preimenoval v Mrakovo gledališče. Mrakovo gledališče je bilo leta 1942 prepovedano, ker se ni vključilo v fašistični sindikat. Njegova dramska dela so igrali predvsem na amaterskih odrih, saj so profesionalna gledališča njegova dela večinoma zavračala. Uradna literarna kritika je tudi vsa njegova druga dela dosledno ignorirala ali prezirala. Za Mrakovo prvo dramsko obdobje je značilna dramatika, v kateri kritično odseva slovensko kulturno in politično življenje (Anton Aškerc – Tragedija slovenskega liberalizma; napisana okoli leta 1930). Kulturni škandal v zvezi s kipom K. Bulovec je izkoristil za predmet prve himnične tragedije Obraz Karle Bulovčeve iz načrtovane trilogije Slepi prerok.

## Himnične tragedije Ivana Mraka
V svoji dramatiki je želel preseči pojmovanje klasične tragedije. Izhajal je iz ideje o tragičnosti življenja in himnično slavil človeka kot posameznika. V njegovih himničnih tragedijah odrešitev vedno prinese smrt. Ključni pojem njegovih odrskih besedil je bilo opajanje s smrtjo. V svoji dramatiki se ni nikoli politično opredeljeval, vedno je ostajal zvest svojim vzvišenim etičnim in moralnim načelom. Za njegove drame velja, da nimajo klasičnega dramskega trikotnika, temveč so sestavljene iz več dramskih vrhov, poleg tega pa vse osebe v dramah uporabljajo enak, vzvišen jezik. Z Mrakovo dramatiko se je veliko ukvarjal Taras Kermauner.